# Прималуна
Прималуна (итал. Primaluna) — коммуна в Италии, расположена в области Ломбардия, подчиняется административному центру Лекко.
Население составляет 1916 человек, плотность населения составляет 87 чел./км². Занимает площадь 22 км². Почтовый индекс — 22040. Телефонный код — 0341.
Покровителями коммуны почитаются святые апостолы Пётр и Павел, празднование 29 июня.

## Города-побратимы
- Ла-Рош-Винез, Франция